# Рудоня, Младен
Мла́ден Рудо́ня (словен. Mladen Rudonja; 26 июля 1971, Копер, СФРЮ) — словенский футболист, участник ЧЕ-2000 и ЧМ-2002 в составе сборной Словении.

## Клубная карьера
Воспитанник клуба «Бонифика». Свою футбольную карьеру Младен начал в «Копере». В 1992 году перешёл в «Изолу», за которую выступал на протяжении двух сезонов. В 1994 году Рудоня успел сменить три клуба: из хорватского «Загреба» вернуться в «Копер» и перейти в «Олимпию» из Любляны. Отыграв один сезон за «Олимпию» футболист вернулся в Хорватию, где подписал контракт с «Марсонией». Однако, отыграв один сезон вновь оказался в Словении, где выступал за «Горицу» и «Приморье». В 1998 году Рудоня перешёл в бельгийский «Синт-Трёйденсе», за который выступал на протяжении двух сезонов и забил 21 мяч в 74 матчах. Успешная игра за бельгийский клуб привлекла внимание селекционеров из Англии и после Евро-2000 Рудоня перешёл в «Портсмут». За два сезона в английском клубе Младен сыграл лишь 14 матчей, и вернулся в Словению, где выступал за «Олимпию». В 2004 году перебрался на Кипр, где без особого успеха играл в «Аполлоне» из Лимасола и «Анортосисе». В 2005 году вернулся на родину, где подписал контракт с «Копером», за который уже выступал в 1994 году. С 2007 по 2009 год Рудоня выступал за «Олимпию», после чего завершил карьеру.

## Международная карьера
За национальную сборную дебютировал 8 февраля 1994 года в товарищеском матче против сборной Грузии (1:0). Участник Евро 2000 и ЧМ 2002. Всего за сборную Младен сыграл 65 матчей и забил один гол (в ответном стыковом матче отборочного турнира ЧМ-2002 со сборной Румынии, этот гол вывел команду Словении в финальный турнир). Занимает 6-е место в словенской сборной по количеству проведённых матчей.

### Гол за сборную
Счёт и результат для Словении показан первым.
| # | Дата       | Место    | Соперник | Счёт | Результат | Соревнование |
| - | ---------- | -------- | -------- | ---- | --------- | ------------ |
| 1 | 2001-11-14 | Бухарест | Румыния  | 1:0  | 1:1       | ОЧМ 2002     |